# Moritz Fleischer
Moritz Fleischer, född 2 januari 1843 i Kleve, död 20 maj 1927 i Steglitz, Berlin, var en tysk kemist och en av pionjärerna inom uppodlingar av mossmark

## Biografi
Fleischer studerade huvudsakligen organisk kemi vid universiteten i Berlin (1862-1864 och 1868-1869) och Greifswald (1864-1867). Han verkade sedan som assistent hos Gustav Kühn i Möckern vid Leipzig, Emil von Wolff i Hohenheim och Wilhelm Henneberg i Weende vid Göttingen. Under åren 1875-1877 var han föreståndare för lantbrukscentralföreningens försöksstationer i Möckern, Hohenheim och Göttingen-Weende, där han så gott som uteslutande ägnade sig åt undersökningar kring husdjurens näringsfysiologi och utfodring. 
År 1877 uppmanades han att organisera och leda en försöksanstalt  i Bremen för uppodling av mossar och hedjord. Härmed blev han ledande inom fältet som från senare delen av 1800-talet kraftigt ökade, inte bara i Tyskland, utan även i andra länder. Mossekulturstationen i Bremen var under hans föreståndarskap centralpunkten för forskningen på området. Därifrån utgick initiativ till omfattande odling av mossar i norra Tyskland samt till den stora tillverkningen av mosstorv. Forskningen ledde även till att man började tillvarata städernas latrin, och många som skulle leda mosskulturens utveckling i andra länder, fick här sin utbildning. 
År 1891 blev Fleischer professor vid lantbrukshögskolan i Berlin (Landwirtschaftliche Hochschule Berlin) och ledamot av den där förlagda Zentralmoorkommissionen, och fick som kurator för anstalten i Bremen också ett visst inflytande på dennas ledning. Han fortsatte även som lärare vid lantbrukshögskolan i Berlin och blev 1898 föredragande råd i preussiska jordbruksministeriet och erhöll titeln Geheimeoberregierungsrat. 
Fleischer publicerade många avhandlingar och rapporter med anknytning till mossodling, främst i "Mitteilungen des Vereins zur Förderung der Moorkultur im Deutschen Reiche", "Thiels landwirtschaftliche Jahrbücher" och "Biedermanns Centralblatt" samt utgav Die Torfstreu (1890, "Tillverkningen och användandet av torfströ", 1891) samt Das stadtbremische Abfahrwesen, eine kritische Studie. Han blev 1887 ledamot av svenska Lantbruksakademien.